# Lancer du disque féminin aux championnats du monde d'athlétisme 2023
Pour des articles plus généraux, voir Championnats du monde d'athlétisme 2023 et Lancer du disque aux championnats du monde d'athlétisme.
Navigation
Eugene 2022 Tokyo 2025
L'épreuve du lancer du disque féminin des championnats du monde de 2023 se déroule les 20 et 22 août 2023 au sein du Centre national d'athlétisme à Budapest, en Hongrie.

## Mimimas
La période de qualification est comprise entre le 31 juillet 2022 et le 30 juillet 2023. Le minima de qualification est fixé à 64,20 m.

## Résultats

### Qualifications
Qualification : 64,00 m (Q) ou les 12 meilleures lanceuses (q) se qualifient pour la finale.
| Rang | Groupe | Athlète                    | Pays           | Essais  | Essais   | Essais  | Marque  | Notes |
| Rang | Groupe | Athlète                    | Pays           | 1       | 2        | 3       | Marque  | Notes |
| ---- | ------ | -------------------------- | -------------- | ------- | -------- | ------- | ------- | ----- |
| 1    | A      | Valarie Allman             | États-Unis     | 67,14 m |          |         | 67,14 m | Q     |
| 2    | A      | Feng Bin                   | Chine          | 63,97 m | 61,47 m  | 65,68 m | 65,68 m | Q     |
| 3    | A      | Sandra Perković            | Croatie        | 65,62 m |          |         | 65,62 m | Q, SB |
| 4    | B      | Claudine Vita              | Allemagne      | 59,85 m | 64,51 m  |         | 64,51 m | Q     |
| 5    | B      | Laulauga Tausaga           | États-Unis     | x       | 64, 34 m |         | 64,34 m | Q     |
| 6    | A      | Shanice Craft              | Allemagne      | x       | 63,42 m  | 63,18 m | 63,42 m | q     |
| 7    | A      | Liliana Cá                 | Portugal       | 61,27 m | 63,34 m  | x       | 63,34 m | q     |
| 8    | B      | Jorinde van Klinken        | Pays-Bas       | 62,05 m | 63,20 m  | x       | 63,20 m | q     |
| 9    | A      | Silinda Oneisi Morales     | Cuba           | x       | 60,54 m  | 62,76 m | 62,76 m | q     |
| 10   | B      | Kristin Pudenz             | Allemagne      | 62,67 m | x        | 62,71 m | 62,71 m | q     |
| 11   | B      | Mélina Robert-Michon       | France         | 61,82 m | 58,99 m  | 60,21 m | 61,82 m | q     |
| 12   | A      | Daisy Osakue               | Italie         | x       | 58,77 m  | 61,31 m | 61,31 m | q     |
| 13   | A      | Vanessa Kamga              | Suède          | x       | x        | 60,02 m | 60,02 m | SB    |
| 14   | A      | Ieva Zarankaitė            | Lituanie       | 59,98 m | 59,92 m  | x       | 59,98 m |       |
| 15   | B      | Veronica Fraley            | États-Unis     | 57,71 m | 59,36 m  | x       | 59,36 m |       |
| 16   | B      | Daria Zabawska             | Pologne        | 59,28 m | 56,44 m  | 58,76 m | 59,28 m |       |
| 17   | A      | Andressa de Morais         | Brésil         | 52,54 m | 59,15 m  | 56,01 m | 59,15 m |       |
| 18   | B      | Marija Tolj                | Croatie        | 58,92 m | 57,28 m  | x       | 58,92 m |       |
| 19   | B      | Wang Fang                  | Chine          | 56,72 m | x        | 58,78 m | 58,78 m |       |
| 20   | A      | Taryn Gollshewsky          | Australie      | 58,63 m | x        | 58,11 m | 58,63 m |       |
| 21   | B      | Chioma Onyekwere           | Nigeria        | 54,97 m | 58,58 m  | 57,73 m | 58,58 m |       |
| 22   | B      | Izabela da Silva           | Brésil         | 58,45 m | 57,89 m  | 56,94 m | 58,45 m |       |
| 23   | B      | Samantha Hall              | Jamaïque       | 56,31 m | 55,44 m  | 58,43 m | 58,43 m |       |
| 24   | A      | Lisa Bix Pedersen          | Danemark       | 57,96 m | 52,58 m  | 56,14 m | 57,96 m |       |
| 25   | A      | Ashley Anumba              | Nigeria        | 57,77 m | 51,86 m  | 55,76 m | 57,77 m |       |
| 26   | B      | Irina Rodrigues            | Portugal       | 56,86 m | 55,37 m  | 57,08 m | 57,08 m |       |
| 27   | A      | Subenrat Insaeng           | Thaïlande      | 56,19 m | x        | x       | 56,19 m |       |
| 28   | A      | Elena Bruckner             | États-Unis     | 55,63 m | 54,23 m  | 55,94 m | 55,94 m |       |
| 29   | B      | Annesofie Hartmann Nielsen | Danemark       | 54,90 m | 53,63 m  | x       | 54,90 m |       |
| 30   | A      | Salla Sipponen             | Finlande       | 53,85 m | 53,47 m  | 54,72 m | 54,72 m |       |
| 31   | B      | Caisa-Marie Lindfors       | Suède          | 53,83 m | 53,24 m  | 54,54 m | 54,54 m |       |
| 32   | A      | Nora Monie                 | Cameroun       | x       | 54,50 m  | 54,38 m | 54,50 m |       |
| 33   | A      | Dora Kerekes               | Hongrie        | 54,41 m | 53,44 m  | 52,99 m | 54,41 m |       |
| 34   | B      | Yolandi Stander            | Afrique du Sud | x       | 53,39 m  | 53,34 m | 53,39 m |       |
| 35   | A      | Maki Saito                 | Japon          | x       | 53,14 m  | 53,20 m | 53,20 m |       |
| 36   | B      | Obiageri Pamela Amaechi    | Nigeria        | x       | 50,69 m  | 51,60 m | 51,60 m |       |
| 37   | B      | Karen Gallardo             | Chili          | 50,75 m | 48,74 m  | 46,97 m | 50,75 m |       |

### Finale
| Rang               | Athlète                | Pays       | Essais  | Essais  | Essais  | Essais  | Essais  | Essais  | Marque  | Notes |
| Rang               | Athlète                | Pays       | 1       | 2       | 3       | 4       | 5       | 6       | Marque  | Notes |
| ------------------ | ---------------------- | ---------- | ------- | ------- | ------- | ------- | ------- | ------- | ------- | ----- |
| Médaille d'or      | Laulauga Tausaga       | États-Unis | x       | 52,28 m | 65,56 m | x       | 69,49 m | 68,36 m | 69,49 m | PB    |
| Médaille d'argent  | Valarie Allman         | États-Unis | 68,57 m | 66,94 m | 68,79 m | 69,23 m | 64,60 m | 68,61 m | 69,23 m |       |
| Médaille de bronze | Feng Bin               | Chine      | 66,97 m | 65,16 m | 65,91 m | 67,18 m | 67,41 m | 68,20 m | 68,20 m | SB    |
| 4                  | Jorinde van Klinken    | Pays-Bas   | 63,93 m | 64,41 m | 62,94 m | 64,47 m | 67,20 m | 66,97 m | 67,20 m | SB    |
| 5                  | Sandra Perković        | Croatie    | x       | 66,57 m | x       | 65,64 m | 65,09 m | x       | 66,57 m | SB    |
| 6                  | Kristin Pudenz         | Allemagne  | 63,81 m | 63,94 m | 65,73 m | 64,11 m | 65,96 m | x       | 65,96 m |       |
| 7                  | Shanice Craft          | Allemagne  | 63,59 m | 61,44 m | 65,03 m | 65,47 m | x       | 63,67 m | 65,47 m |       |
| 8                  | Liliana Cá             | Portugal   | 58,86 m | x       | 63,59 m | x       | x       | 62,49 m | 63,59 m |       |
| 9                  | Mélina Robert-Michon   | France     | 53,34 m | 63,46 m | x       |         |         |         | 63,46 m |       |
| 10                 | Claudine Vita          | Allemagne  | 60,29 m | 62,51 m | 63,19 m |         |         |         | 63,19 m |       |
| 11                 | Silinda Oneisi Morales | Cuba       | 62,31 m | 53,26 m | x       |         |         |         | 62,31 m |       |
| 12                 | Daisy Osakue           | Italie     | x       | 61,13 m | x       |         |         |         | 61,13 m |       |

## Légende
Records et Performances
- AR : Record continental (area record)
- CR : Record des championnats (championship record)
- MR : Record du meeting (meet record)
- NR : Record national (national record)
- OR : Record olympique (olympic record)
- PR : Record paralympique (paralympic record)
- PB : Record personnel (personal best)
- SB : Meilleure performance personnelle de la saison (season's best)
- WL : Meilleure performance mondiale de l'année (world leader)
- WJR : Record du monde junior (world junior record)
- WR : Record du monde (world record)

Circonstances et Conditions
- DNF : N'a pas terminé (did not finish)
- DNS : N'a pas pris le départ (did not start)
- DQ : Disqualification (disqualification)
- NM : Aucun essai valable enregistré (No Mark)
- Q : Qualifié « directement » au prochain tour (ou à la prochaine compétition), lors d'une compétition majeure, grâce au classement ou à la réalisation des minima (automatic qualifier)
- q : Qualifié au prochain tour (ou à la prochaine compétition), lors d'une compétition majeure, grâce au repêchage ou à la réalisation de l'une des meilleures performances parmi celles des « non qualifiés directement » (grâce au meilleur temps ou à la meilleure distance par exemple) (secondary qualifier)